# 84921 Morkoláb
(84921) Morkoláb, denumire internațională (84921) Morkolab, este un asteroid din centura principală de asteroizi.

## Descriere
84921 Morkoláb este un asteroid din centura principală de asteroizi. A fost descoperit pe 9 noiembrie 2003 la Piszkesteto de Krisztián Sárneczky și Brigitta Sipőcz. Asteroidul prezintă o orbită caracterizată de o semiaxă mare de 2,57 ua, o excentricitate de 0,27 și o înclinație de 12,1° în raport cu ecliptica.